# Koniecpol Nowy
Koniecpol Nowy (ukr. Кінецьпіль) – wieś na Ukrainie  w rejonie perwomajskim obwodu mikołajowskiego w pobliżu miasta Olwiopol (Pierwomajsk). Historycznie leży na wschodnim Podolu u zbiegu rzeki Kodymy z Bohem.

## Historia

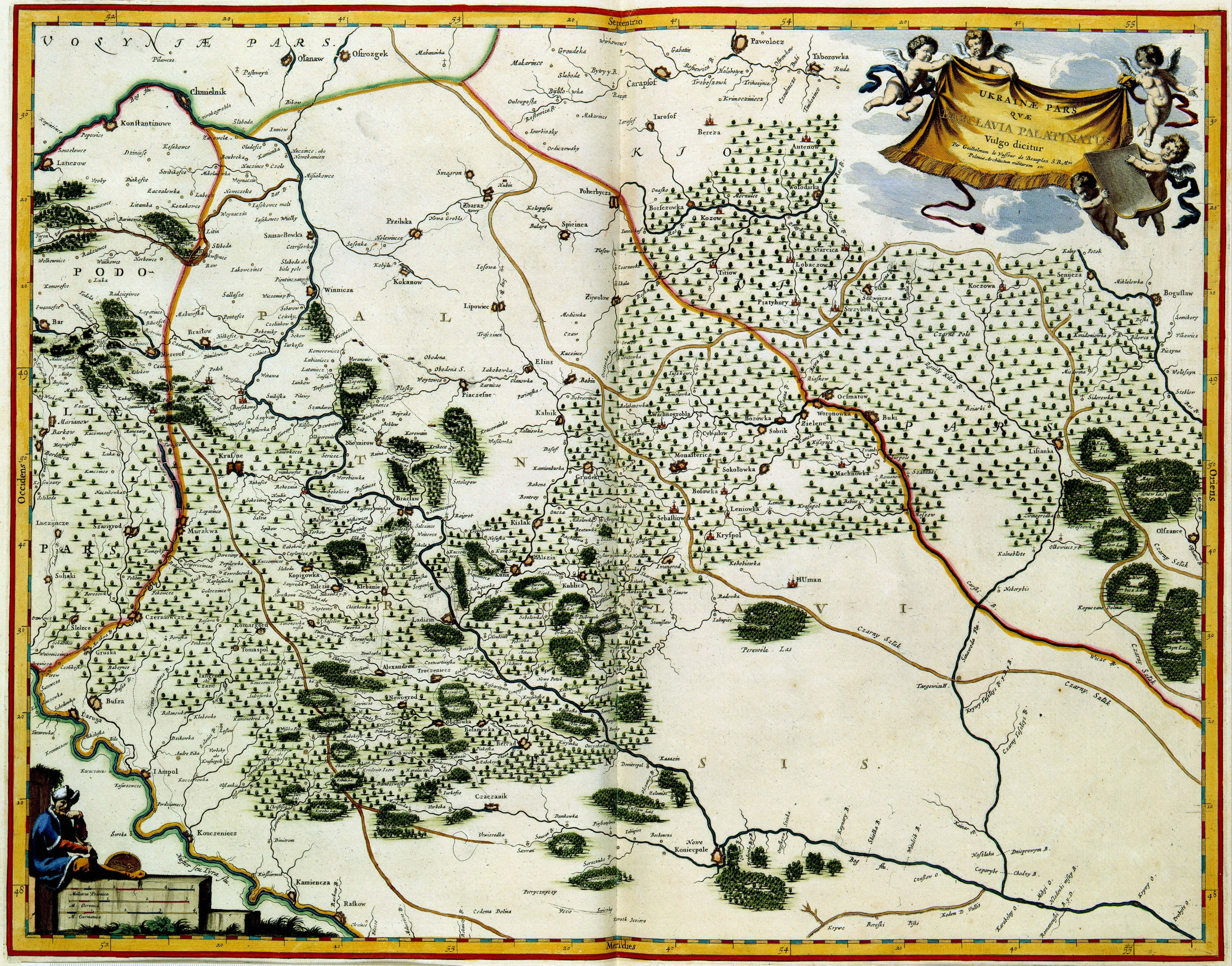
Mapa województwa bracławskiego z 1648 r. z Koniecpolem Nowym pod nazwą Nowe Koniecpole (w południowej części województwa)

W czasach I Rzeczypospolitej przynależało administracyjnie do województwa bracławskiego prowincji małopolskiej. Miejscowość należała do parafii Krzywe Jezioro. W XIX wieku liczyła 1074 mieszkańców. Znajdowała się w niej kościół jezuitów, cerkiew, synagoga, młyn.

Stary Koniecpol, gniazdo rodu Koniecpolskich był w województwie Sieradzkiém. Posiadając rozległe włości nad Bohem aż do Dniepru, Koniecpolscy założyli od swego imienia to miasto.

W pobliżu miasta przebiegała granica polsko-turecka. Od Koniecpolskich miasto przeszło we władanie Lubomirskich, potem do Szałajskich, a w XIX wieku Sobańskiej. W XIX wieku z zamku zostały tylko szczątki wałów i opodal stojący słup ciosowy nad Bohem z napisem „Koniec Polski”.

## Zamek
W mieście istniał zamek. Hetman wielki koronny Stanisław Koniecpolski rozkazał wybudować w Koniecpolu Nowym zamek, który zaprojektował Guillaume Beauplan. Projektant napisał o niej tak: 

Owcze Sauram lub Koniecpol Nowy jest ostatnią siedzibą Polaków od strony Oczakowa, którą założyłem w roku 1634 i 1635. Wzniosłem tu królewską twierdzę.